# Elbow Bones & the Racketeers
Elbow Bones & the Racketeers was een Amerikaanse bigband-georiënteerde gemengde zanggroep, gevormd door August Darnell.

## Geschiedenis
De band werd het meest bekend door hun hitsingle A Night in New York, geschreven door Ron Rogers en Deborah Clarkin, uitgebracht bij EMI Records. De single plaatste zich in de Britse singlehitlijst (#33) in januari 1984 en handhaafde zich daar negen weken.
Elbow Bones was het alter ego van schrijver/fotograaf John Rynski, die vriendschap sloot met Darnell na te hebben gewerkt als toneel- en verlichtingsman tijdens de Kid Creole and the Coconuts-tournee.
In 2012 kwamen Rogers en leadzangeres Stephanie Fuller samen om een promotiesingle te maken voor een geremasterde versie van hun album New York At Dawn (1983), dat zes toegevoegde geremixde nummers bevatte.

## Discografie

### Singles
- 1983: A Night in New York
- 1984: Happy Birthday, Baby
- 1984: I Call It Like I See It(alleen NL)

### Studioalbums
- 1984: New York At Dawn (EMI America)